# Dysauxes inops
Dysauxes inops là một loài bướm đêm thuộc phân họ Arctiinae, họ Erebidae.